# Dulce María
Dulce María Espinosa Saviñón (Spansk udtale: [ˈdulse maˈɾi.a saβiˈɲon]; født 6. december 1985 )er en mexicansk skuespiller og singer-songwriter. Hun har været en del af mange musikprojekter, mest kendt for deltagelse i popgruppen RBD fra 2004 til 2009, som har oprindelse i den succesfulde telenovela Rebelde (2004–2006) og har solgt 57 millioner albums over hele verden. Siden 2009, efter at hun underskrev kontrakt med Universal Music, har Dulce María udgivet to soloalbummer: Extranjera (2010) og Sin Fronteras (2014).

## Filmografi

### Film
| År   | Titel                       | Rolle        | Noter    |
| ---- | --------------------------- | ------------ | -------- |
| 1994 | Quimera                     |              | Kortfilm |
| 1999 | Inesperado amor             |              |          |
| 2000 | Bienvenida al clan          |              |          |
| 2009 | El Agente 00-P2             | Molly Cocatu |          |
| 2012 | ¿Alguien ha visto a Lupita? | Lupita       |          |
| 2014 | Quiero ser fiel             | Carla        |          |

### Tv
| År        | Titel                        | Rolle                             | Noter                                 |
| --------- | ---------------------------- | --------------------------------- | ------------------------------------- |
| 1993      | El club de Gaby              |                                   | Tv-debut                              |
| 1994      | El vuelo del águila          |                                   |                                       |
| 1995      | Alondra                      |                                   |                                       |
| 1995      | Retrato de familia           | Elvira Preciado Mariscal (barn)   |                                       |
| 1996      | Canción de amor              |                                   |                                       |
| 1998      | Huracán                      | Rocío                             |                                       |
| 1999      | Nunca te olvidaré            | Silvia Requena Ortiz (barn)       |                                       |
| 1999      | Infierno en el paraíso       | Dariana (barn)                    |                                       |
| 1999-2000 | DKDA: Sueños de juventud     | Fan DKDA                          | 3 episoder                            |
| 2000      | Siempre te amaré             |                                   |                                       |
| 2000      | Locura de amor               | Ximena                            |                                       |
| 2000      | Primer amor, a mil por hora  | Brittany                          |                                       |
| 2001      | El juego de la vida          |                                   |                                       |
| 2002-2003 | Clase 406                    | Marcela Mejía                     |                                       |
| 2003      | Mujer, casos de la vida real | Invitada                          |                                       |
| 2004-2006 | Rebelde                      | Roberta Pardo Rey / Roberta Pardo |                                       |
| 2005      | La energía de Sonric'slandia | Roberta Pardo Rey                 |                                       |
| 2007      | RBD: La familia              | Dul                               | 13 episoder                           |
| 2009      | Verano de amor               | Miranda Perea Olmos               |                                       |
| 2010      | Mujeres asesinas             | Eliana                            | "Eliana, Cuñada" (Sæson 3, Episode 5) |
| 2013      | Mentir para vivir            | Jackie                            | 18 episoder                           |
| 2016      | Corazón que miente           | TBA                               |                                       |

## Diskografi

### Studiealbum
- 2011: Extranjera Segunda Parte
- 2014: Sin Fronteras[1]

### Ep'er
- 2010: Extranjera Primera Parte

## Turneer
- Extranjera On Tour (2011–2012)
- Sin Fronteras On Tour (2014–nu)

## Singler

### Solo karriere
- 2009: "Verano"
- 2009: "Déjame Ser" (Promotionel)
- 2010: "Inevitable"
- 2010: "Ya No"
- 2011: "Ingenua"
- 2012: "Es Un Drama" (Promotionel)
- 2013: "Lágrimas" (med Julión Álvarez)
- 2014: Antes Que Ver El Sol"
- 2014: "O Lo Haces Tú O Lo Hago Yo"

### Samarbejde
- 2009: "El Regalo Màs Grande" (med Tiziano Ferro og Anahí)
- 2009: "Beautiful" (med Akon)
- 2010: "Inevitable" (med Juan Magan)
- 2010: "Inevitable" (med J-King and Maximan)
- 2010: "Navidad Navidad" (med Chino & Nacho)
- 2012: "Te Sigue Esperando Mi Corazón" (med Río Roma)
- 2013: "Wake Up Beside Me" (med Basshunter)
- 2014: "No Regresa Más" (med Henry Mendez)

## Skrevne værker
- Dulce Amargo (2007)
- Dulce Amargo – Recuerdos de una adolescente (2014)

## Kompositioner
| År   | Sang                                | Kunstner                               | Album                                      |
| ---- | ----------------------------------- | -------------------------------------- | ------------------------------------------ |
| 2007 | "Quiero Poder"                      | RBD                                    | RBD: La Familia                            |
| 2007 | "Te Daría Todo"                     | RBD                                    | Empezar Desde Cero                         |
| 2009 | "Más Tuya Que Mía"                  | RBD                                    | Para Olvidarte de Mí                       |
| 2009 | "Lágrimas Perdidas"                 | RBD                                    | Para Olvidarte de Mí                       |
| 2009 | "Déjame Ser"                        | Dulce María                            | Verano de Amor                             |
| 2009 | "Quiero Mi Vida"                    | Bknis                                  | Verano de Amor                             |
| 2010 | "Llévame"                           | Dulce María                            | Ikke udgivet sang fra Para Olvidarte de Mí |
| 2010 | "Donde Sale el Sol"                 | Paulina Goto                           | Paulina Goto                               |
| 2010 | "Sin Ti"                            | Dulce María                            |                                            |
| 2010 | "Mi Guerra y Mi Paz"                | Dulce María                            |                                            |
| 2010 | "Inevitable"                        | Dulce María                            | Extranjera                                 |
| 2010 | "Luna"                              | Dulce María                            | Extranjera                                 |
| 2011 | "Dicen"                             | Dulce María                            | Extranjera Segunda Parte                   |
| 2011 | "24/7"                              | Dulce María                            | Extranjera Segunda Parte                   |
| 2011 | "Quien Serás?"                      | Dulce María                            | Extranjera Segunda Parte                   |
| 2012 | "Reloj de Arena"                    | Dulce María                            |                                            |
| 2013 | "Wake Up Beside Me"                 | Basshunter feat. Dulce María           | Calling Time                               |
| 2014 | "Si Tú Supieras"                    | Dulce María                            | Sin Fronteras                              |
| 2014 | "Yo Sí Queria"                      | Dulce María                            | Sin Fronteras                              |
| 2014 | "Cementerio De Los Corazones Rotos" | Dulce María                            | Sin Fronteras                              |
| 2014 | "O Lo Haces Tú O Lo Hago Yo"        | Dulce María                            | Sin Fronteras                              |
| 2014 | "Shots De Amor"                     | Dulce María feat. Naty Botero og Pambo | Sin Fronteras                              |
| 2014 | "Te Quedarás"                       | Dulce María feat. Frankie J            | Sin Fronteras                              |
| 2014 | "Cupido Criminal"                   | Dulce María                            | Ikke udgivet sang fra Sin Fronteras        |
| 2015 | "Esta Vez"                          | Ana Cristina Pagán                     | Estoy Aquí                                 |